# Dysphania auctata
Dysphania auctata är en fjärilsart som beskrevs av Thierry-mieg 1905. Dysphania auctata ingår i släktet Dysphania och familjen mätare. Inga underarter finns listade i Catalogue of Life.